# Otuquisträsket
Otuquisträsket är ett våtmarksområde i departementet Santa Cruz i sydöstra Bolivia. Området fylls i huvudsak på av Tucavacafloden och övergår i öster till Pantanal. Området är 686 345 hektar stort.
Den genomsnittliga årsnederbörden i Otuquisträsken är ungefär 950 millimeter. Vegetationen i området varierar beroende på graden av översvämning eller torrperiod. En vanlig växt är palmen Copernicia alba.
I området bor etniska grupper som chiquitanos och ayoreos.